# PICRUSt
PICRUSt 是一个生物信息学软件包。 该名称是“Phylogenetic Investigation of Communities by Reconstruction of Unobserved States”（隐性状态重建进行菌群进化研究） 的缩写。
该工具可用于宏基因组分析领域，该工具可基于一个或多个样本的标记基因调查推断微生物群落的功能概况。 PICRUSt 本质上使用了用户提供的OTU表，该表代表标记基因序列（最常见的是16S 簇 ）及其在每个样本中的相对丰度。 PICRUSt的输出是按功能基因计数矩阵进行抽样的样本，给出每个研究样本中的功能基因计数。 PICRUSt估计指定样品的能基因谱的能力取决于一组已知的测序基因组 。 这也可以被认为是使用自动化代替手动研究可能存在于16S核糖体RNA 扩增子文库中序列生物体中存在的基因家族。